# Újezd u Brna
Újezd u Brna – miasto w Czechach, w kraju południowomorawskim, około 15 km na południowy wschód od Brna.
Miasto liczy około 3 030 mieszkańców. Prawa miejskie Újezd u Brna uzyskał 14 grudnia 2005.